# Helicopsyche apicauda
Helicopsyche apicauda är en nattsländeart som beskrevs av Oliver S. Flint Jr. 1968. Helicopsyche apicauda ingår i släktet Helicopsyche och familjen Helicopsychidae. Inga underarter finns listade i Catalogue of Life.